# トーマス・デーラー

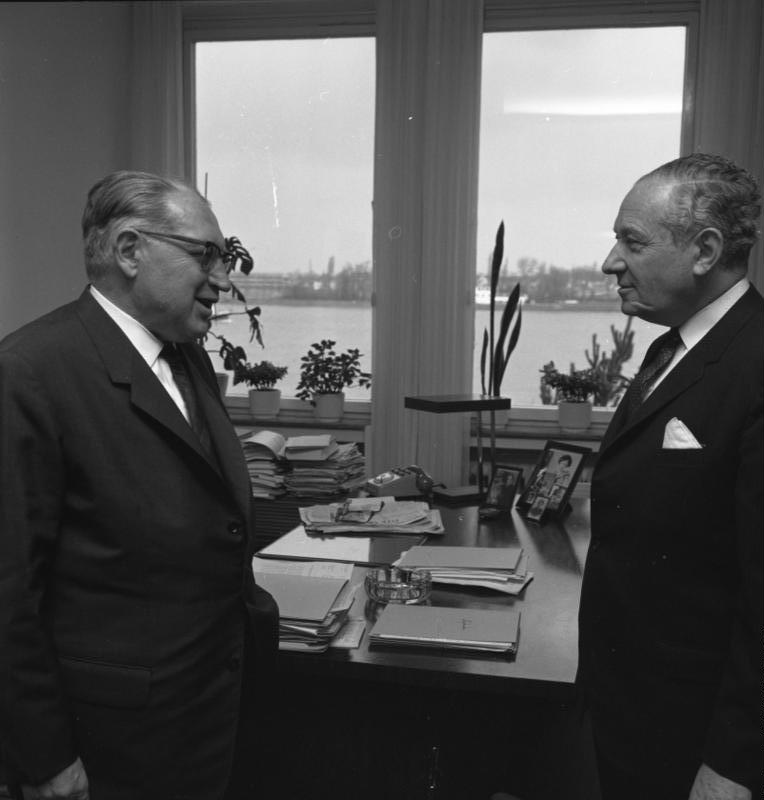
アメリカ・ユダヤ基金の代表者と(左側がデーラー)

トーマス・デーラー（Thomas Dehler、1897年12月14日–1967年7月21日）は、ドイツ（西ドイツ）の政治家。所属政党はドイツ民主党（DDP）、ついで自由民主党（FDP）。1949年から1953年まで法相、1954年から1957年までFDP党首を歴任した。

## 経歴

### 初期の経歴
リヒテンフェルス (バイエルン州)に生まれる。1916年のアビトゥーア合格後、兵士として第一次世界大戦に従軍。戦後医学を学び始めるが、1年半でやめた。法学・政治学に転じ、ミュンヘン大学、フライブルク大学、ヴュルツブルク大学で学び卒業。1920年に第一次、1923年に第二次司法試験に合格。1920年にヴュルツブルク大学より法学博士号を授与された。同年、ドイツ民主党に入党。1924年にミュンヘンで、1925年にバンベルクで弁護士資格を得る。1924年、帝国国旗、黒・赤・金の設立者の一人となる。1926年にドイツ民主党バンベルク地区代表に就任。1927年にバンベルクのフリーメイソン団体に加入。
1925年にユダヤ人女性イルマ・フランクと結婚した。この結婚はナチス・ドイツの法律によれば「混血結婚」に当たるものだった。ナチ党員による圧力、さらにナチ派がほとんどだった国家検察庁からさまざまな圧力を受けたものの結婚を貫き通し、デーラーはユダヤ人側からも反政府活動家からも信頼を勝ち得た。このため「シュテュルマー」紙に「真のユダヤ人の同志」と呼ばれた。第二次世界大戦に兵士として従軍したものの、ユダヤ人の妻を理由に兵役不適格とされ、3年余でドイツ国防軍から除隊させられた。1938年と1944年に反政府グループとの接触を理由に短期間勾留され、さらに1944年にはトート機関で強制労働させられたが、四週間で釈放されている。

### 法相
終戦後の1945年から1946年まで、アメリカ軍軍政部によりバンベルク郡議会議員に任命された。同じく1945年から1947年までバンベルク上級裁判所で検事を務め、1946年からはバイエルン州法務省で非ナチ化担当検事を務めた。1947年から1949年まで、バンベルク上級裁判所所長を務める。1946年、ナチス時代に禁止されていたフリーメイソンに再度加入し、死去まで所属した。
戦後すぐにバイエルン州の自由民主党（FDP）の組織を設立し、1946年から1956年までその州代表を務めた。1946年から1949年まで、バイエルン州議会議員。1947年から1948年まで、アメリカ軍占領地域の議会議員を務め、1948年から1949年までは議会委員会の一員を務めた。1948年に連邦全体のFDPが組織された際、執行部に選出された。
1949年、第一回ドイツ連邦議会選挙に当選し、死去まで議席を維持した。この選挙により組閣された第一次コンラート・アデナウアー内閣に法相として入閣。1953年の総選挙では、連立相手のドイツキリスト教民主同盟（CDU）やドイツ党（DP）の主張に反して死刑制度再導入に反対する意見を表明した。このためアデナウアー首相との不一致が目立つようになり、選挙後は入閣しなかった。

### 党首
党内ではラインホルト・マイヤーらと共にリベラル派に属し、民族主義的政策に反対したため、政策的に近い中道の政治家は党内よりもむしろドイツ社会民主党やCDUに多かった。1949年総選挙の直後は、党内右派が要求していたドイツ党との共同会派結成に反対した。1953年から1957年までFDP連邦議会議員団長。
1954年、FDP党首に選出された。同年、今のところ史上唯一のキリスト教社会同盟（CSU）抜きのバイエルン州政府連立内閣樹立に参画した。1956年2月、CDUとの連立解消を決定したが、その際議員16名（大臣4名含む）が離党して自由国民党（FVP）を結党した。1957年に党首職を離れた。
1957年から1961年まで、党外交・防衛委員会委員長、およびドイツ連邦議会原子力・治水委員会委員長を務めた。1960年から死去までドイツ連邦議会副議長を務めた。バイエルン州フォルヒハイム郡シュトライトベルクのプールで遊泳中に心臓発作を起こして死去した。
デーラーを顕彰して、ボン、ついで1999年にベルリンに移転したFDP連邦本部の入居する建物は、トーマス・デーラー・ハウスと呼ばれている。

## 著作
- Die Begründung des Strafurteils, Dissertation, Würzburg 1920
- Die Rechtsentwicklung in der Sowjetischen Besatzungszone, Bundesverband der Deutschen Industrie, Köln 1952
- Das Parlament im Wandel der Staatsidee, in: Macht und Ohnmacht der Parlamente, Stuttgart, 1965, S. 9ff.
- Lob auf Franken: Ein Bekenntnis, Glock u. Lutz, Nürnberg 1967
- Parlament und Presse, in: Zeitungsverlag und Zeitschriften-Verlag, 1965, Heft 43/44, S. 1990f.

## 関連文献
- Udo Wengst: Thomas Dehler 1897 - 1967. Eine politische Biographie, Oldenbourg Verlag, München 1997.
- Haus der Geschichte der Bundesrepublik Deutschland (編): Thomas Dehler und seine Politik, Nicolaische Verlagsbuchhandlung, Berlin 1998, ISBN 3-87584-721-0
- Thomas Hertfelder: Streiten um das Staatsfragment: Theodor Heuss und Thomas Dehler berichten von der Entstehung des Grundgesetzes, Deutsche Verlags-Anstalt, Stuttgart 1999, ISBN 3-421-05220-4
- Reden und Aufsätze (postum), Westdeutscher Verlag, 1969